# Viiv
Viiv（ヴィーヴ、ヴァイヴ）とは、インテルが定めた家庭向けのエンターテイメントコンピュータのブランド名である。CPUのPentiumなどのようにひとつの製品種類の名前ではなく、インテルの定めた製品の組み合わせを満たしていることを示す。
Viivを搭載したPCにはViivロゴシールが張られるため、外見で区別することができるようになっている。

## 概要
経営戦略としてプラットフォームを大々的に取り上げることで、インテル製品をCPUのみならず、チップセットやネットワーク・アダプタなど、PCの主要構成パーツにおいてPCメーカーに採用させることができると考えた。そこで家庭向けのブランドとして十分なネットワーク・マルチメディア性能をもつことをコンセプトにViivが位置づけられている。
Viivブランドを与えられたPCには対応サービスが提供される。

## Viivブランドの条件・構成要素
Viivの認証は、インテルの指定する「プロセッサ」、「チップセット」、「ネットワーク・アダプタ」および「OS」が下記を満たしていないと取得できない。
- プロセッサ：インテルのデュアルコア以上のプロセッサであることが条件となっている。
  - Intel Pentium D
  - Intel Pentium Extreme Edition
  - Intel Core Duo
  - Intel Core 2
- チップセット：インテルのHD Audio対応などの条件がある。
  - Intel 975X Express
  - Intel 955X Express
  - Intel 945G Express
  - Intel 945P Express
  - Intel 945GT Express
  - Intel P965 Express
  - Intel G965 Express
  - Intel Mobile Intel 945GM Express
- ネットワーク・アダプタ：ネットワークに接続できることが条件となっている。
  - Intel PRO/1000 PM
  - Intel PRO/100 VE
  - Intel PRO/100 VM
  - 82562V 10/100
  - 82566DC
- オペレーティング・システム
  - Windows XP Media Center Edition 2005
    - Windows XP Media Center Edition 2005 用ロールアップ修正プログラム 2 (KB900325) を適用する必要がある。

  - Windows Vista Home Premium、Ultimate

なお、TVチューナーカードは必須ではなく、オプションである。